# Acritus matthewsi
Acritus matthewsi är en skalbaggsart som beskrevs av Yves Gomy 1984. Acritus matthewsi ingår i släktet Acritus och familjen stumpbaggar. Inga underarter finns listade i Catalogue of Life.